# Шураньи, Дьёрдь
Дьёрдь Шураньи (венг. Surányi György; род. 3 января 1954, Будапешт) — венгерский экономист, CEO и председатель CIB Bank и бывший президент Венгерского национального банка.

## Карьера
Шураньи был президентом Венгерского национального банка в 1990–1991 годах и снова в 1995–2001 годах. Во время своего второго срока на посту центрального банкира с 1995 года он сыграл роль в восстановлении баланса венгерской экономики и взятии инфляции под контроль. В тот же период он был соавтором пакета Bokros, серии мер по сокращению как бюджетного, так и текущего дефицита счёта. Шураньи также является региональным главой Intesa Sanpaolo, банковской группы Италии. При Шураньи венгерский форинт (HUF) впервые стал полностью конвертируемым. В марте 2009 года его имя упоминалось в качестве возможной замены уходящему премьер-министру Ференцу Дьюрчаню. Венгерская политическая партия SZDSZ объявила, что Шураньи приемлем для них в качестве кандидата на пост премьер-министра. Лидер партии Габор Фодор сказал, что Шураньи — тот, кто может восстановить доверие и управлять страной, свободной от партийного влияния. Шураньи спросили о его возможном выдвижении, и он сказал, что новому правительству потребуется четкая поддержка со стороны всех парламентских партий, «пусть даже и в разной степени».
Президент Венгрии Ласло Шойом заявил, что вместо краткосрочного переходного правительства, действующего только до выборов 2010 года, следует провести досрочные выборы. Сам Шураньи остался уклончивым, отказавшись сказать, примет ли он пост премьер-министра, если будет выдвинут. Венгерская политическая партия Фидес заявила, что не поддержит никакое новое правительство, включая правительство во главе с Шураньи. Это не личная проблема, они поддерживают только новые, досрочные парламентские выборы. Шураньи стал фаворитом среди кандидатов на пост премьер-министра, но 26 марта он снял свою кандидатуру, заявив, что не займет эту должность.
Всемирный экономический форум назвал его Глобальным лидером завтрашнего дня в 1993 году. В 1996 году Euromoney назвал Шураньи центральным банкиром года в Центральной и Восточной Европе. Шураньи получил ученое звание полного профессора в 1998 году. Он читал лекции в Центрально-Европейском университете.

## Личная жизнь
Он женат. Его жена — доктор Юдит Мармоли. У них есть дочь Сильвия и сын Габор.